# Lingga (Lawang Kidul)
Lingga is een bestuurslaag in het regentschap Muara Enim van de provincie Zuid-Sumatra, Indonesië. Lingga telt 8432 inwoners (volkstelling 2010).